# Tetratheca rupicola
Tetratheca rupicola är en tvåhjärtbladig växtart som beskrevs av J. Thompson. Tetratheca rupicola ingår i släktet Tetratheca och familjen Elaeocarpaceae. Inga underarter finns listade i Catalogue of Life.